# Atletismo nos Jogos Pan-Americanos de 1967 - 100 m feminino
A prova dos 100 m feminino nos Jogos Pan-Americanos de 1967 foi realizada em Winnipeg, Canadá.

## Medalhistas
| Ouro                               | Prata                     | Bronze                      |
| Barbara Ferrell USA Estados Unidos | Miguelina Cobián CUB Cuba | Irene Piotrowski CAN Canadá |

## Resultados
| Posição           | Nome                 | Nacionalidade         | Tempo | Notas |
| ----------------- | -------------------- | --------------------- | ----- | ----- |
| Medalha de ouro   | Edith McGuire        | USA Estados Unidos    | 11.59 |       |
| Medalha de prata  | Miguelina Cobián     | CUB Cuba              | 11.69 |       |
| Medalha de bronze | Irene Piotrowski     | CAN Canadá            | 11.78 |       |
| 4                 | Cristina Hechevarria | CUB Cuba              | 11.93 |       |
| 5                 | Vilma Charlton       | JAM Jamaica           | 11.94 |       |
| 6                 | Janet McFarlane      | USA Estados Unidos    | 12.00 |       |
| 7                 | Thora Best           | TRI Trinidad e Tobago | 12.16 |       |
| 8                 | Esperanza Girón      | MEX México            | 12.35 |       |